# Эмпальме-Ольмос (муниципалитет)
Эмпальме-Ольмос (исп. Empalme Olmos) — муниципалитет в Уругвае в департаменте Канелонес. Административный центр — Эмпальме-Ольмос.

## История
Муниципалитет образован 15 марта 2010 года.

## Состав
В состав муниципалитета входят следующие населённые пункты:
- Эмпальме-Ольмос
- Ольмос
- Пьедра-дель-Торо